# Johan Ekeroth
Johan Theodor Jørgen Ekeroth (30. december 1887 i København – 25. februar 1961 smst) var en dansk professionel bokser i sværvægtsklassen.

## Karriere
Johan Ekeroth debuterede som professionel bokser den 17. august 1913 i Circus Bech-Olsen i København mod landsmanden Christian Christiansen, der ligeledes gjorde sin professionelle debut. Ekeroth vandt kampen på knockout i 8. omgang, men opnåede alene uafgjort i returkampen et par måneder senere. Christian Christensen drog herefter til USA og tog navnet Chic Nelson, hvorimod Ekeroth blev i Danmark. 
Ekeroth mødte herefter Kid Johnson, der i sin debut to år tidligere havde tabt til danmarks første professionelle bokser Jim Smith. Ekeroth vandt kampen, men tabte herefter tre kampe i træk, blandt andet til Waldemar Holberg. Ekeroth fik sin tredje sejr i karrieren, da han atter besejrede Chic Nelson, men tabte herefter i 1918 til et andet af tidens store navne Dick Nelson. Ekeroth opnåede dog uafgjort i en returkamp to måneder senere. I 1919 vandt Ekeroth over Dick Nelson i en kamp over 20 omgange, og tilføjede derved Dick Nelson dennes indtil da eneste nederlag på dansk grund. Det var forinden aftalt, at ingen af bokserne måtte veje mere end 69 kg, men Ekeroth opgav at pine sig ned i vægt og mødte ind 7 kg tungere og betalte bøden på 500 kroner, hvorved han opnåede vægtfordelen i kampen. I samme periode tabte Ekeroth to kampe til Waldemar Holberg. I 1919 boksede Ekeroth en række kampe i Tyskland, og opnåede en vis popularitet, da han stoppede "Den frygtelige tyrk" Sabri Mahir og efterfølgende boksede uafgjort med tyskeren Hans Breitensträter. Ekeroth tabte dog for første gang i Tyskland, da han i returkampen, der blev bokset udendørs i silende regn, gled, og blev fanget af tyskeren i 1. omgang. Ekeroth boksede yderligere et par kampe i Tyskland, inden han vendte hjem til Danmark, hvor han atter blev matchet mod Chic Nelson, denne gang i en kamp, der var annonceret som værende om det danske mesterskab i sværvægt. Det var femte gang de to boksere mødtes, og Nelson vandt for anden gang, da han besejrede Ekeroth på point. 
Ekeroth tabte herefter to kampe mod Emil Andreasen, inden han i sin sidste kamp den 21. april 1922 mødte Hans Breitensträter i Forum i København. Ekeroth blev slået ud i 3. omgang og opgav herefter karrieren. 
Han døde 25. februar 1961 i De Gamles By i København.

## Eksterne links
- Professionel rekordliste på Boxrec.com